# Agrupación de Arsenales 601
La Agrupación de Arsenales 601 (Agr Ars 601) es un conjunto de unidades tácticas y elementos del servicio de arsenales del Ejército Argentino con asiento en Boulogne y en la órbita de la Dirección General de Material a través de la Dirección de Arsenales.

## Reseña
Tras suprimir los elementos de arsenales de los cuerpos de ejército, fue creado este conjunto de unidades tácticas del servicio de arsenales del Ejército.

## Organización
- Agrupación de Arsenales 601 (Agr Ars 601). Boulogne.
  - Batallón de Arsenales 601 (B Ars 601). Boulogne.
  - Batallón de Arsenales 602 (B Ars 602). Boulogne.
  - Batallón de Arsenales 603 (B Ars 603). San Lorenzo (SF).
  - Batallón de Arsenales 604 (B Ars 604). Holmberg (CD).
  - Compañía de Mantenimiento de Materiales Electrónicos 601 (Ca Man Mat Electron 601). Boulogne.